# 제러미 워리너
제러미 워리너(Jeremy Wariner, 1984년 1월 31일 ~ )은 미국의 육상 선수로 주 종목은 400m이다. 올림픽에서 3개의 금메달과 1개의 은메달, 세계선수권에서 5개의 금메달과 1개의 은메달을 따 올림픽, 세계선수권에서만 총 10개의 메달을 획득했다. 400m 개인 최고 기록은 43초 45로 세계 신기록 보유자 마이클 존슨, 버치 레이놀즈에 이어 역대 3위 기록이다.

## 생애
제러미 워리너는 텍사스주의 라마 고등학교를 나왔으며, 고등학교 때부터 육상 선수로 두각을 나타냈다. 텍사스 주의 베일러 대학교로 진학한 뒤엔 마이클 존슨을 가르쳤던 코치 클라이드 하트를 만나 훈련하며 실력이 급성장했다. 2004년, USATF 챔피언십(USATF Championship) 400m에서 우승하면서 2004년 아테네 올림픽 400m와 4x400m 계주 종목 미국 대표로 뽑혔다.
처음 출전한 2004년 아테네 올림픽 400m에서 44초 00의 개인 신기록을 세우며 우승했고 4x400m 계주에선 세 번째 주자로 뛰어 두 번째 금메달을 따냈다. 올림픽에서 성공을 거두며 스타덤에 오르자 대학 대회 출전을 포기하고 프로로 전환했으나 여전히 클라이드 하트의 코치를 받았다. 다음 해인 2005년 헬싱키에서 벌어진 2005년 세계 육상 선수권 대회 400m에서 43초대 기록인 43초 93으로 개인 기록을 경신하면서 우승했으며 4x400m 계주에선 마지막 주자로 출전해 금메달을 따냈다.
다음 해인 2006년 7월 14일, 로마 골든리그에서 43초 62의 기록을 세워 개인 기록을 경신했으며 6번의 골든리그 대회를 모두 우승해 약 25만 달러의 상금도 얻었다. 한편 2007년 8월 31일 오사카에서 벌어진 2007년 세계 육상 선수권 대회 400m에서 43초 45의 개인 최고 기록잊아 역대 3번째 기록으로 우승하며 세계선수권 2연패를 달성했고 4x400m 계주에서도 무난히 금메달을 따냈다.
2008년, 제러미 워리너는 코치 클라이드 하트와의 결별을 선언하고 베일러 대학의 수석코치 마이클 포드와 일할 것이라고 발표했다. 이는 그가 클라이트 하트와 같이 일하며 수많은 성공을 거뒀던 것으로 미루어볼 때 매우 놀라운 일이었다. 워리너는 클라이드 하트가 은퇴 직전이고 자신이 변화가 필요하다 생각하여 그를 떠났다고 말했지만, 클라이드 하트는 워리너가 돈 문제 때문에 자신을 떠났다고 주장했다. 이 때문에 2008년 USATF 챔피언십에서 워리너와 그의 에이전트 마이클 존슨은 기자들에게 수많은 질문을 받아야 했다. 대회에선 라숀 메릿에 이어 2위를 차지하면서 무난히 대표팀 명단에 이름을 올렸다.
논란 끝에 벌어진 2008년 베이징 올림픽 남자 400m 예선에서 워리너는 전 속력을 내지 않고도 44초 12를 기록해 세계신기록 경신에 대한 기대를 높였다. 하지만 결선에서 라숀 메릿에 거의 1초나 뒤진 44초 74로 은메달에 그쳤다. 하지만 4x400m 계주에선 라숀 메릿과 팀을 이뤄 금메달을 땄다. 올림픽 400m에서 은메달에 그친 워리너는 새 코치 포드의 훈련 방법에 부족한 점이 많다는 에이전트 마이클 존슨의 충고를 들어 다시 클라이드 하트의 코치를 받기로 했다.
하지만 베를린에서 열린 2009년 세계 육상 선수권 대회 400m 결선에서도 44초 60으로 라숀 메릿에 이어 2위에 그쳤다. 이후 벌어진 4x400m 계주에선 금메달을 따내며 세계선수권 4x400m 계주 종목을 3연패하는 데 성공했다.

## 성적

### 주요 대회 성적
| 날짜            | 종목        | 대회                         | 장소         | 순위 | 기록    | 기타           |
| --------------- | ----------- | ---------------------------- | ------------ | ---- | ------- | -------------- |
| 2004년 8월 23일 | 400m        | 2004년 하계 올림픽           | 아테네       | 1위  | 44.00   | 개인 최고 기록 |
| 2004년 8월 28일 | 4x400m 계주 | 2004년 하계 올림픽           | 아테네       | 1위  | 2:55.91 |                |
| 2005년 8월 12일 | 400m        | 2005년 세계육상선수권        | 헬싱키       | 1위  | 43.93   | 개인 최고 기록 |
| 2005년 8월 14일 | 4x400m 계주 | 2005년 세계육상선수권        | 헬싱키       | 1위  | 2:56.91 |                |
| 2005년 9월 9일  | 400m        | 2005년 세계 육상 파이널      | 모나코       | 8위  | 46.37   |                |
| 2006년 7월 14일 | 400m        | 2006년 골든리그              | 로마         | 1위  | 43.62   | 개인 최고 기록 |
| 2006년 9월 9일  | 400m        | 2006년 세계 육상 파이널      | 슈투트가르트 | 1위  | 44.02   |                |
| 2007년 8월 31일 | 400m        | 2007년 세계육상선수권        | 오사카       | 1위  | 43.45   | 개인 최고 기록 |
| 2007년 9월 2일  | 4x400m 계주 | 2007년 세계육상선수권        | 오사카       | 1위  | 2:55.56 |                |
| 2008년 8월 21일 | 400m        | 2008년 하계 올림픽           | 베이징       | 2위  | 44.74   |                |
| 2008년 8월 23일 | 4x400m 계주 | 2008년 하계 올림픽           | 베이징       | 1위  | 2:55.39 | 올림픽 기록    |
| 2008년 9월 13일 | 400m        | 2008년 세계 육상 파이널      | 슈투트가르트 | 2위  | 44.51   |                |
| 2009년 8월 21일 | 400m        | 2009년 세계 육상 선수권 대회 | 베를린       | 2위  | 44.60   |                |
| 2009년 8월 23일 | 4x400m 계주 | 2009년 세계 육상 선수권 대회 | 베를린       | 1위  | 2:57.86 |                |

### 개인 최고 기록
| 종목       | 날짜       | 장소                       | 기록    |
| ---------- | ---------- | -------------------------- | ------- |
| 200m       | 2006/05/21 | 카슨, 캘리포니아주         | 20초 10 |
| 300m       | 2008/06/12 | 오스트라바, 체코슬로바키아 | 31초 62 |
| 400m       | 2007/08/31 | 오사카                     | 43초 45 |
| 400m(실내) | 2004/03/13 | 페이엇빌, 아칸소주         | 45초 39 |

## 같이 보기
- 올림픽 다관왕 목록